# Quezon (Nueva Ecija)
Quezon (Bayan ng Quezon) är en kommun i Filippinerna. Kommunen ligger på ön Luzon, och tillhör provinsen Nueva Ecija. Folkmängden uppgår till 31 720 invånare.

## Barangayer
Quezon delas in i 16 barangayer.
| - Bertese - Doña Lucia - Dulong Bayan - Ilog Baliwag - Barangay I (Pob.) - Barangay II (Pob.) - Pulong Bahay - San Alejandro | - San Andres I - San Andres II - San Manuel - Santa Clara - Santa Rita - Santo Cristo - Santo Tomas Feria - San Miguel |